# Upplands runinskrifter 385

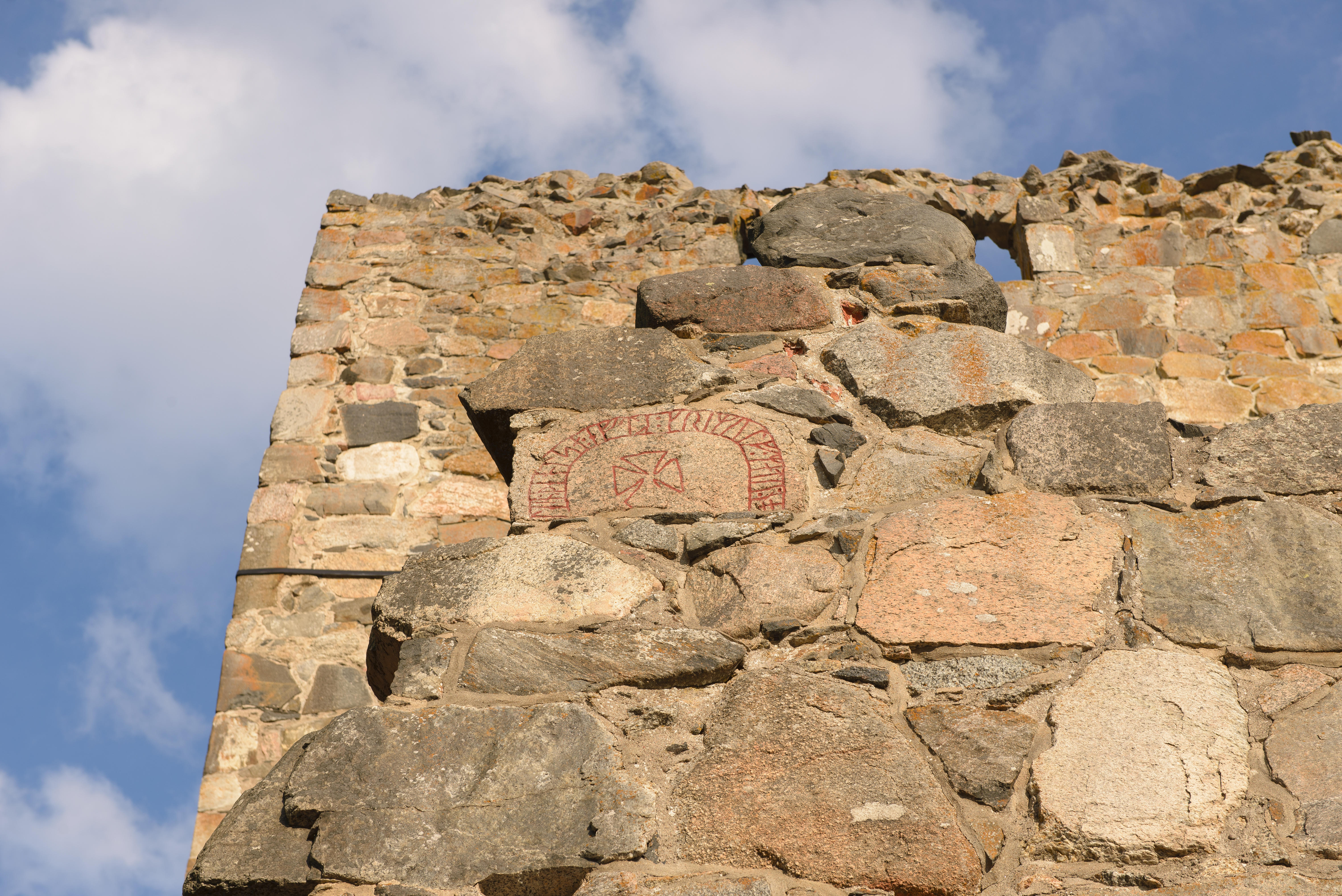
U 385 är placerad i en mur cirka sju meter ovanför marken.

Upplands runinskrifter 385 är en vikingatida runsten av ljusgrå granit i Sankt Olofs kyrkoruin, Sigtuna och Sigtuna kommun. Runstensfragmentet är 0,73 x 0,42 meter stort. Det är troligen den övre delen av en runsten. Runraden är 7 centimeter hög.

## Inskriften
Translitterering av runraden:
... ...tein : þentsa : eftʀ : krimulf : matu:no- ...
Normalisering till runsvenska:
... [s]tæin þennsa æftiʀ Grimulf, matuna[ut] ...
Översättning till nusvenska:
... denna sten efter Grimulv, (sin) följeslagare ...